# Lick It Up
| 전문가 평가                      | 전문가 평가 |
| 평가 점수                        | 평가 점수   |
| 출처                             | 점수        |
| -------------------------------- | ----------- |
| AllMusic                         | [ 2 ]       |
| Collector's Guide to Heavy Metal | 8/10        |
| Encyclopedia of Popular Music    | [ 6 ]       |
| The Rolling Stone Album Guide    | [ 7 ]       |

《Lick It Up》은 미국의 하드 록 밴드 키스의 열한 번째 스튜디오 음반이다. 1983년 발매 전, 밴드 멤버들은 자신들의 트레이드 마크인 화장을 하지 않은 채 MTV에 출연했다. 이는 이 밴드가 화장을 하지 않은 첫 공식석상이었고, 카사블랑카 레코드에서 탈퇴한 후 서명한 머큐리 레코드로서는 처음이었다.

## 녹음 및 발매
6월에 Creatures of the Night Tour/10th Anniversary Tour가 끝나자마자, 밴드는 다음 두 달 동안 녹음된 그들의 다음 음반 작업을 시작하기 위해 즉시 스튜디오로 돌아갔다. 《Lick It Up》은 키스가 1982년에 발표한 《Creatures of the Night》에서 보여준 더 단단한 사운드를 기반으로 만들어졌다. 비니 빈센트가 세션 연주자로 《Creatures of the Night》의 6곡에 리드 기타를 기여했지만, 《Lick It Up》이 발매되고 모든 대중들이 알고 있는 상황에서 그는 공식적으로 키스의 기타리스트였고 음반의 모든 리드 기타를 연주했다. 빈센트는 음반 커버 아트에 처음으로 출연했고 에이스 프레일리는 이미 밴드를 떠나 음반 녹음에 참여하지 않았음에도 불구하고 《Creatures of the Night》 커버에 출연했다. 오프닝 트랙(빈센트 공동 작곡)에는 릭 데링거의 솔로곡이 수록되어 있다.
〈Lick It Up〉과 〈All Hell's Breakin' Loose〉는 음반의 싱글로 발매되었다. 그들은 황량하고 종말 이후의 환경에서 밴드 (많은 옷을 거의 입지 않은 여성들과 함께)가 등장하는 유사한 주제의 농담조의 비디오 한 쌍을 동반했다. 〈All Hell's Breakin' Loose〉는 밴드 역사상 데뷔 음반의 〈Love Theme from Kiss〉와 《Monster》의 〈Back to the Stone Age〉와 같은 네 명의 멤버 모두가 작곡 크레딧을 공유하는 세 곡 중 하나이다.

## 곡 목록
| #  | 제목                     | 작사·작곡              | 리드 보컬 | 재생 시간 |
| -- | ------------------------ | ---------------------- | --------- | --------- |
| 1. | 〈Exciter〉              | 폴 스탠리, 비니 빈센트 | 스탠리    | 4:10      |
| 2. | 〈Not for the Innocent〉 | 진 시몬스, 빈센트      | 시몬스    | 4:22      |
| 3. | 〈Lick It Up〉           | 스탠리, 빈센트         | 스탠리    | 3:56      |
| 4. | 〈Young and Wasted〉     | 시몬스, 빈센트         | 시몬스    | 4:05      |
| 5. | 〈Gimme More〉           | 스탠리, 빈센트         | 스탠리    | 3:43      |

| #   | 제목                          | 작사·작곡                       | 리드 보컬 | 재생 시간 |
| --- | ----------------------------- | ------------------------------- | --------- | --------- |
| 6.  | 〈All Hell's Breakin' Loose〉 | 엘기 카, 스탠리, 시몬스, 빈센트 | 스탠리    | 4:34      |
| 7.  | 〈A Million to One〉          | 스탠리, 빈센트                  | 스탠리    | 4:17      |
| 8.  | 〈Fits Like a Glove〉         | 시몬스                          | 시몬스    | 4:04      |
| 9.  | 〈Dance All Over Your Face〉  | 시몬스                          | 시몬스    | 4:16      |
| 10. | 〈And on the 8th Day〉        | 시몬스, 빈센트                  | 시몬스    | 4:02      |

## 인증
| 국가                       | 인증     | 판매량/출하량 |
| -------------------------- | -------- | ------------- |
| 캐나다 (뮤직 캐나다)       | 골드     | 50,000^       |
| 미국 (RIAA)                | 플래티넘 | 1,000,000^    |
| ^출하량을 기반으로 한 인증 |          |               |